# En Lyckoriddare

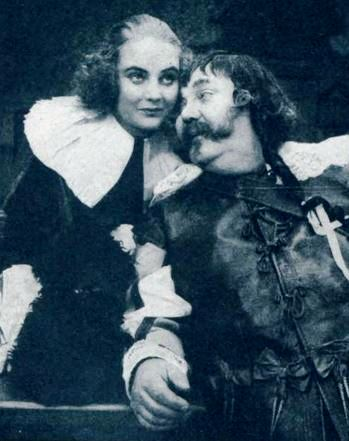
Mary Johnson en Axel Ringvall in de Amerikaanse uitgave getiteld A Gay Knight.

En Lyckoriddare is een Zweedse stomme film uit 1921 onder regie van John W. Brunius. Het is een historische drama die gaat over Lars Wiwalt, een man die Gertrud Wulffsdotter voor zich probeert te winnen. Gösta Ekman, Mary Johnson en Axel Ringvall hebben de hoofdrollen in de film. Alva Garbo en Greta Garbo hebben kleine rollen in de film.

## Rolverdeling
| Acteur            | Personage            |
| ----------------- | -------------------- |
| Gösta Ekman       | Lars Wiwalt          |
| Mary Johnson      | Gertrud Wulffsdotter |
| Axel Ringvall     | Wulff Grijp          |
| Hilda Forsslund   | Lena Daa             |
| Nils Lundell      | Clement              |
| Vilhelm Bryde     | Rönnow Bilde         |
| Gösta Cederlund   | Niels Kagg           |
| Gull Natorp       | Margarete Grijp      |
| Carlo Keil-Möller | Erich Gyllenstierna  |
| Arthur Natorp     | Andreas Anundi       |
| Semmy Friedmann   | Henri de Bresignac   |
| Greta Garbo       | Meid                 |
| Alva Garbo        | Meisje in taverne    |
| Alfred Lundberg   | Priester             |